# Опає
Опа́є (мак. Опае) — село у Північній Македонії, входить до складу общини Липково Північно-Східного регіону.
Населення — 1996 осіб (перепис 2002) в 429 господарствах.